# Saint-Sornin-la-Marche
Saint-Sornin-la-Marche is een gemeente in het Franse departement Haute-Vienne (regio Nouvelle-Aquitaine) en telt 243 inwoners (2005). De plaats maakt deel uit van het arrondissement Bellac.

## Geografie
De oppervlakte van Saint-Sornin-la-Marche bedraagt 24,8 km², de bevolkingsdichtheid is 9,8 inwoners per km².
De onderstaande kaart toont de ligging van Saint-Sornin-la-Marche met de belangrijkste infrastructuur en aangrenzende gemeenten.

## Demografie
Onderstaande figuur toont het verloop van het inwonertal (bron: INSEE-tellingen).